# Албанија на Европском првенству у атлетици на отвореном 2018.
Албанија је учествовала на 24. Европском првенству у атлетици на отвореном 2018. одржаном у Берлину од 6. до 12. августа. Ово је било дванаесто европско првенство на отвореном на којем је Албанија учествовала. Репрезентацију Албаније представљало је троје спортиста (2 мушкарац и 1 жена) који су се такмичили у три дисциплине.
На овом првенству представници Албаније нису освојили ниједну медаљу, нити су оборили неки рекорд.
У табели успешности (према броју и пласману такмичара који су учествовали у финалним такмичењима (првих 8 такмичара)) Албанија је са једим учесником у финалу и освојеним четвртим место, делила да Данском 32 место са 5 бодова, од 36 земаља које су имале представнике у финалу. Првопласирани је добијао 8 бодова, а последњи, осми 1 бод.
| Пл.   | Земља    | 1. место | 2. место | 3. место | 4. место | 5. место | 6. место | 7. место | 8. место | Бр. фин. | Бодови |
| ----- | -------- | -------- | -------- | -------- | -------- | -------- | -------- | -------- | -------- | -------- | ------ |
| = 34. | Албанија | 0        | 0        | 0        | 1 - 4    | 0        | 0        | 0        | 0        | 1        | 5      |

## Учесници
| Мушкарци: - Франко Буеај — 400 м - Измир Смајљај — Скок удаљ | Жене: - Љуиза Гега — 3.000 м препреке |  |

## Резултати

### Мушкарци
| Атлетичар     | Дисциплина | Лични рекорд | Квалификације | Квалификације | Полуфинале           | Полуфинале           | Финале               | Финале  | Детаљи |
| Атлетичар     | Дисциплина | Лични рекорд | Резултат      | Место         | Резултат             | Место                | Резултат             | Место   | Детаљи |
| ------------- | ---------- | ------------ | ------------- | ------------- | -------------------- | -------------------- | -------------------- | ------- | ------ |
| Франко Бурај  | 400 м      | 46,58 НР     | 47,56         | 7. у гр. 2    | Није се квалификовао | Није се квалификовао | Није се квалификовао | 37 / 39 |        |
| Измир Смајљај | скок удаљ  | 8,03 НР      | 7,71 кв       | 7 у гр. А     |                      |                      | 7,83                 | 10 / 30 |        |

### Жене
| Атлетичар  | Дисциплина       | Лични рекорд | Квалификације | Квалификације | Полуфинале | Полуфинале | Финале   | Финале  | Детаљи |
| Атлетичар  | Дисциплина       | Лични рекорд | Резултат      | Место         | Резултат   | Место      | Резултат | Место   | Детаљи |
| ---------- | ---------------- | ------------ | ------------- | ------------- | ---------- | ---------- | -------- | ------- | ------ |
| Љуиза Гега | 3.000 м препреке | 9:22,00 НР   | 9:33,11 КВ    | 2. у гр 2.    |            |            | 9:24,78  | 4. / 33 |        |